# Opération Kama
Pendant Opération Anadyr
Crise des missiles de Cuba
L'opération Kama (en russe : Операция «Кама») est une opération militaire soviétique lancée le 1er octobre 1962, sur ordre de Nikita Khrouchtchev, dans le cadre de l'opération Anadyr. L'objectif initial de l'opération est de positionner sept sous-marins lanceurs de missiles de la marine soviétique dans le port de Mariel (Cuba). L'opération sera un échec pour les Soviétiques.

## La crise des missiles de Cuba
À la fin des années 1950, l'île de Cuba devient un lieu d'affrontement entre les États-Unis — qui occupent la base de Guantanamo sur l'île — et l'Union soviétique. Fin 1958, Fidel Castro renverse Fulgencio Batista qui fuit aux États-Unis. La révolution cubaine est accueillie avec bienveillance à Moscou alors qu'elle suscite l'inquiétude des autorités américaines, inquiétude renforcée par la proximité de l'île avec les côtes de Floride.
En 1961, les États-Unis et l'Union soviétique se livrent alors à une course aux armements nucléaires pour s'assurer la suprématie sur terre, sur mer et dans les airs. Le 23 octobre de la même année, le commandant de sous-marins Nikolaï Choumkov est envoyé dans la baie Tchernaïa, en Nouvelle-Zemble. Sa mission est de conduire les tests de la dernière arme entrée dans l'arsenal de la Marine soviétique, une torpille dotée d'une tête nucléaire RDS-9. La torpille de test, baptisée « Korall », détone avec une force de 4,8 kilotonnes, 20 mètres sous la surface de l'eau, projetant une importante quantité d'eau hautement radioactive dans l'air. Choumkov est impressionné par l'effet dévastateur de l'arme. Il sera décoré de la médaille d'Ouchakov (en) pour son essai réussi de la première torpille nucléaire soviétique.
En 1962, les États-Unis possèdent huit fois plus de bombes et d'ogives nucléaires que l'URSS. Quelques mois plus tôt, en novembre 1961, les États-Unis ont installé 15 missiles Jupiter à Izmir, en Turquie, et 30 autres en Italie. Ces missiles peuvent frapper Moscou en seulement 16 minutes. Ils procurent aux États-Unis une capacité de « première frappe » importante et déstabilisent le fragile statu quo de la politique d'équilibre de la terreur. Pour rétablir cet équilibre, et réagir à la mise en place de l'embargo des États-Unis contre Cuba à partir du 7 février 1962, Nikita Khrouchtchev déclenche l'opération Anadyr en mai 1962 : il envoie 50 000 soldats, trente-six missiles nucléaires SS-4 et deux SS-5 à destination de Cuba.
Les opérations se poursuivent à l'été 1962. Le 24 juillet, un rapport d'écoutes électroniques américain fait état d'une présence anormale de quatre, peut être cinq navires de transport de passagers russes en route vers Cuba (avec 3 335 passagers à bord), avec une date estimée d'arrivée les 26, 28 juillet et 1er août. Il s'agit du Maria Oulianova, du Khabarovsk, du Mikhaïl Ouriskij, du Latvia et possiblement de l’Amiral Nakhimov.

## Composition de l'escadre sous-marine
L'objectif de l'opération Kama est de positionner sept sous-marins lanceurs de missiles de la marine soviétique dans le port de Mariel (Cuba) et d'y établir une base sous-marine. Quatre sous-marins d'attaque à propulsion diesel-électrique sont envoyés en éclaireurs, vers la mer des Caraïbes. Ces quatre sous-marins Project 641 soviétiques, de la classe Foxtrot (classification OTAN), appartiennent à la 69e brigade de sous-marins de la flotte du Nord, basée dans la baie de Saïda, au nord-ouest de Mourmansk.
Il s'agit des sous-marins : 
- B-59 : sous-marin récent, il est armé pour la première fois le 10 juin 1961. Il est affecté à la 20e escadre de sous-marins de la flotte du Nord, le 1er juillet 1962. Il est commandé par Valentin Grigorievitch Savitsky ;
- B-4 Tcheliabinski Komsomolets (ru), lancé le 2 octobre 1960, il est mis en service le 31 août 1961. Il est commandé par Riourik Ketov ;
- B-36, il est commandé par Alexeï Doubivko ;
- B-130, il est commandé par Nikolaï Choumkov.

Le 1er octobre 1962, les quatre sous-marins quittent la base navale de Poliarny, située sur la péninsule de Kola, dans l'oblast de Mourmansk,. Chacun est équipé d'une torpille à tête nucléaire, d'une puissance de 11 kT, du modèle testé par Choumkov un an plus tôt. La présence à bord de ces armes est gardée secrète : elles sont désignées sous le nom de « chargement spécial » (ou « arme spéciale »). Seuls les officiers supérieurs (commandant, commandant en second et officier politique) en ont connaissance.
Au moment de prendre la mer, les officiers et les hommes d'équipage ne connaissent pas leur destination. Les sous-marins embarquent des cartes des mers du monde entier et les ordres de mission ne devaient être ouverts qu'après l'appareillage, à 50 milles marins (93 km) des côtes. Le seul à connaître à l'avance le but de la mission est le commandant de l'escadre composée des quatre sous-marins, Vassili Arkhipov.
Les ordres de mission transmis aux commandants des quatre sous-marins leur demandent de se rendre à Cuba. L'objectif est de sécuriser les transferts d'armes et de renforcer l'arsenal soviétique déjà présent sur l'île en établissant une base sous-marine à Mariel. Pour la première fois, les commandants reçoivent l'autorisation de décider eux-mêmes d'avoir recours à la torpille nucléaire, sans avoir besoin d'un ordre spécial de Moscou. La procédure pour le lancement de la torpille est néanmoins très encadrée : sur chaque sous-marin, le commandant et l'officier politique possèdent chacun la moitié de la clé nécessaire au lancement. Par ailleurs, à bord du B-59, Vassili Arkhipov, le commandant de l'escadre, dispose d'un droit de veto. D'après le témoignage ultérieur du commandant Ketov, les quatre commandants avaient fait un pacte : si l'un d'entre eux avait recours à sa torpille nucléaire, les trois autres devaient l'imiter.
Peu avant le départ du B-59, Vassili Arkhipov avait demandé à son supérieur, l'amiral Vladimir Fokhine, dans quel cas utiliser l'arme nucléaire. La réponse n'avait pas été très claire, le sous-marin devant utiliser son arme nucléaire en cas de dommages qui lui seraient portés (trou dans la coque) ou sur ordre spécial de Moscou.

## Déroulement de l'opération

### La traversée de l'Atlantique nord
Le 9 octobre, les quatre sous-marins soviétiques affrontent une tempête qui cause des avaries. Deux semaines après avoir quitté leur base, les sous-marins ont parcouru la moitié du chemin, sans avoir été détectés par les Américains. Le samedi 13 octobre, ils franchissent la « barrière Açores – Terre-Neuve ». Le jour même, le Yerkon, un pétrolier rattaché au Military Sea Transportation Service (MSTS) aperçoit un  sous-marin en surface à 130 miles au nord de Caracas, au Venezuela. Constatant une recrudescence de l’activité sous-marine soviétique dans l'océan Atlantique, l'US Navy met ses forces anti-sous-marines en alerte.
Le lendemain, 14 octobre, le temps se détériore, la tempête Ella (14-22 octobre) se lève, il s'agira de la plus importante de la saison (en). Les vagues dépassent les 5 mètres. La couverture nuageuse basse empêchait la sortie des avions de reconnaissance américains.
Ces conditions météorologiques, si elles étaient favorables aux Soviétiques dans la mesure où elles rendaient leur détection plus difficile, avaient néanmoins pour conséquence de rendre la vie à bord des sous-marins très pénible.

### La découverte des rampes de lancement et le début du blocus

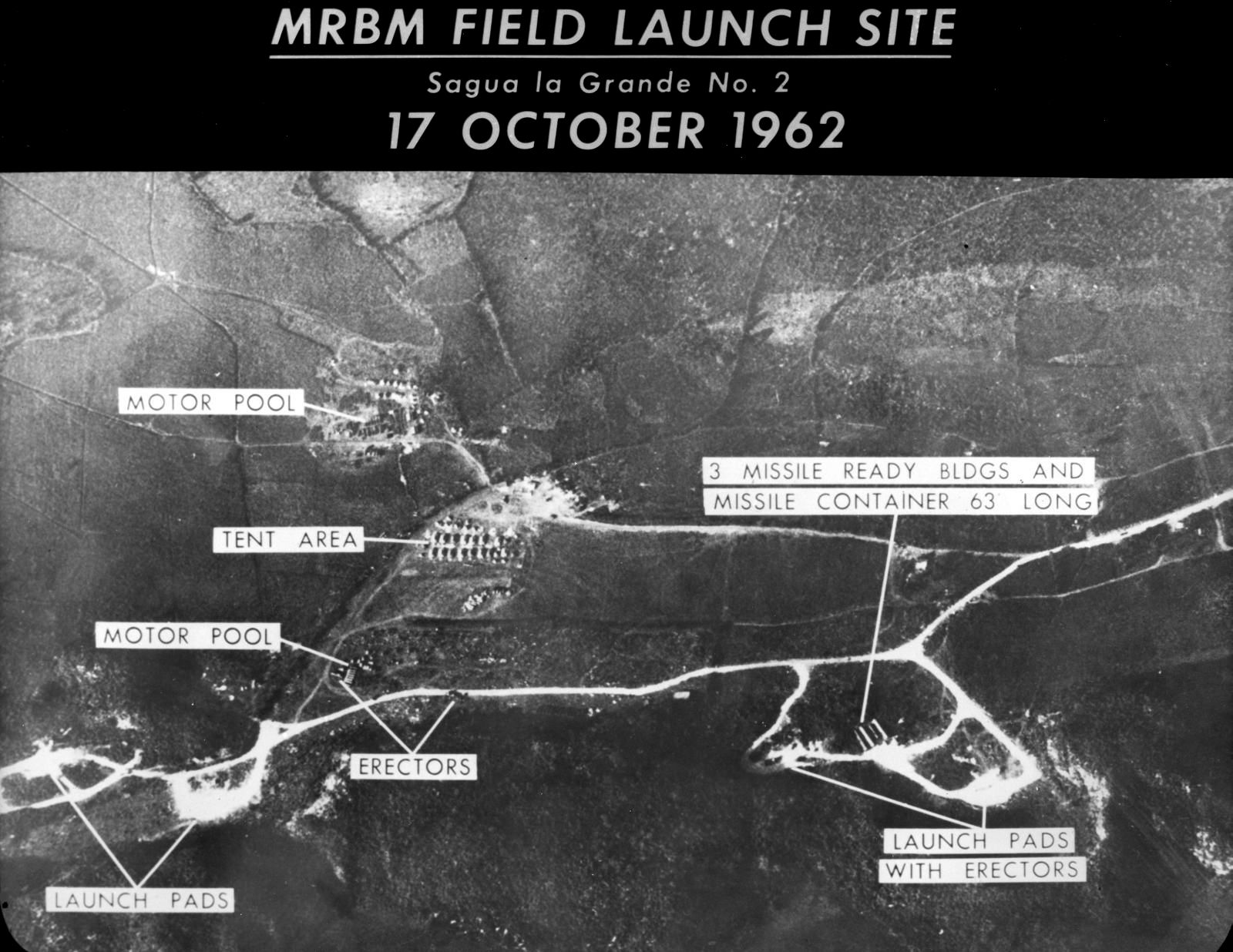
Photo aérienne d'un site de lancement prise le 17 octobre 1962

Le 14 octobre, un avion espion U-2 piloté par le major Rudolf Anderson Jr. photographie les sites d'installation des missiles. Le lendemain, la lecture des films révèle aux États-Unis que l'URSS est en train d'installer des missiles SS-4 à tête nucléaire à Cuba. Des rampes de lancement, missiles, bombardiers, fusées et conseillers soviétiques sont repérés à Cuba. Les Américains identifient également 26 navires soviétiques transportant des ogives nucléaires (opérationnelles en dix jours) en route vers l'île.
Le 15 octobre, les commandants des sous-marins reçoivent un nouvel ordre de Moscou. Au lieu de se diriger directement vers Cuba, les sous-marins doivent désormais se « déployer dans une barrière située au nord de l'entrée du passage des îles Turques-et-Caïques et se placer en position de combat dans la mer des Sargasses ».
Le 16 octobre, le président Kennedy convoque le Conseil de sécurité nationale, prônant une action militaire directe. Robert McNamara propose un blocus maritime de l'île jusqu'au retrait des missiles de Cuba. Il s'agit d'un blocus ne visant que l'approvisionnement en armes offensives. Robert Kennedy prévient que, pour maintenir un blocus sur Cuba, il sera peut-être nécessaire de couler des bâtiments ou des sous-marins soviétiques : « Alors nous aurons à couler des navires russes. Puis nous aurons à couler des sous-marins russes »,,.
Le 18 octobre, dans l'Atlantique ouest, l'US Navy aperçoit le Terek, un pétrolier soviétique suspecté d'être utilisé pour le ravitaillement des sous-marins soviétiques. Le 20 octobre, la CIA avertit Kennedy que des sous-marins soviétiques pourraient être utilisés pour transporter des ogives nucléaires à Cuba.
Le 22 octobre, le major Anderson Jr. rend compte que la mise en place du blocus maritime prendra environ 150 heures. Dans l'après-midi, le directeur de la CIA, John McCone informe le président des États-Unis de la présence de quatre sous-marins soviétiques. Le Chef des Opérations navales, l'amiral George Anderson (en) prévient les commandants de la flotte Atlantique de possibles attaques de sous-marins contre les forces chargées de maintenir le blocus : 

« Je ne peux souligner à quel point nous devons être intelligents pour éviter que nos navires lourds, en particulier les transporteurs, soient frappés par une attaque surprise [sic] des sous-marins soviétiques. Utilisez tous les renseignements disponibles, les tactiques de diversion et d'évitement au cours des prochaines jours. Bonne chance,. »

Le même jour un P2V Neptune photographie un sous-marin soviétique de classe Foxtrot se ravitaillant auprès du Terek au milieu de l'Atlantique. Ce sous-marin rentre ensuite en Union soviétique,.
À 19 h, lors d'une allocution télévisée, le Président Kennedy annonce au pays la teneur des informations révélées par l'avion U-2, demande à Khrouchtchev l'arrêt des opérations en cours, menace l'URSS de représailles si elle ne retire pas ses missiles et décide de mesures de blocus naval sur Cuba (il emploie alors officiellement le terme de « quarantaine » — jugé moins menaçant). Kennedy fait passer le niveau d'alerte des forces armées des États-Unis de DEFCON 4 à 3.
Le lendemain, 23 octobre, il signe l'ordre d'exécution du blocus. L'amiral Anderson alerte McNamara du possible danger présenté par les sous-marins lors de l'interception éventuelle de cargos soviétiques tentant de forcer le blocus. Anderson note qu'un groupe de chasseurs/tueurs mènerait les opérations d'interception. En quête de moyens pour signifier aux sous-marins soviétiques de faire surface, le vice-amiral Griffin informe McNamara que les grenades anti-sous-marines d'entraînement (practice depth charges, PDC) seraient la meilleure façon de signaler aux sous-marins qu'ils ont été repérés. McNamara prend la décision d'informer le gouvernement soviétique de cette technique,. Selon Robert Kennedy, à la suite d'un rapport des services de renseignement « le Président ordonne à la Navy d'accorder la plus haute priorité à la recherche des sous-marins et de mettre en œuvre toutes les mesures de sécurité possibles pour protéger nos propres porte-avions et autres navires »,. Dans la soirée du 23, le sous-secrétaire d'État adjoint aux affaires politiques Alexis Johnson ordonne la transmission des Procédures de surfaçage et d'identification des sous-marins (en anglais : Submarine Surfacing and Identification Procedures) au Ministère des Affaires étrangères soviétiques et d'autres gouvernements à travers le monde, afin de minimiser les risques de mésinterprétation,. Selon le document, les Américains lanceraient « quatre ou cinq signaux explosifs » après quoi « les sous-marins immergés, en entendant ce signal devraient faire surface et mettre le cap vers l'est »,,.
Sur ordre de la Maison-Blanche, 4 porte-avions, 40 destroyers et 358 avions se mettent en route vers Cuba.
Les sous-marins soviétiques atteignent la ligne de blocus en même temps que les navires de la flotte des États-Unis. Moscou ne peut en être informé à cause de la saturation des réseaux de communication. La liaison enfin rétablie, les commandants des sous-marins reçoivent de Moscou l'ordre de poursuivre leur route.
Le 24 octobre au matin, Khrouchtchev prévient l'homme d'affaires américain William Knox que les sous-marins soviétiques attaqueront tout navire américain qui tentera d'intercepter un cargo soviétique,. À 9 h 45, un CTF 44.3 établit un contact radar à 110 miles à l'est de l'île de Grand Bahama. Les avions de reconnaissance ne détectent rien.

### La position américaine
Pendant toute la durée de la crise des missiles de Cuba, les officiers supérieurs de l'US Navy ignoraient les plans soviétiques d'établissement d'une base sous-marine, ainsi que le fait que les sous-marins de classe Foxtrot était armés de torpilles nucléaires. Néanmoins, le haut-commandement de la Marine américaine craignait que ces sous-marins, dont la présence avait déjà été détectée dans l'Atlantique nord, ne soient utilisés pour forcer l'embargo. Ainsi, sur ordre du Pentagone, les forces navales américaines vont s'attacher à traquer systématiquement les sous-marins faisant route pour Cuba.
en vue de la lutte anti-sous-marine, l'US Atlantic Fleet dispose de moyens considérables, des destroyers, des hélicoptères, des avions de surveillance et de renseignement capables de larguer des balises sonar. Ces bâtiments et aéronefs sont équipés des dernières technologies.
Le 24 octobre à 10 h, le Comité exécutif du Conseil de sécurité nationale (EXCOMM (en)) est réuni. Le secrétaire à la Défense Robert McNamara évoque la présence de sous-marins soviétique à proximité des cargos et la menace qu'ils représentent pour les destroyers américains. Selon le procureur général Robert Kennedy, lorsque McNamara évoque le recours au grenades anti-sous-marines d'entraînement, de la même taille qu'une grenade à main, pour signaler aux sous-marins ennemies qu'ils avaient été détectés, « ces quelques minutes ont causé la plus grande inquiétude au Président. Il a monté sa main à son visage et a fermé son poing ». Kennedy demande alors ce qu'il se passera si un sous-marin refuse de faire surface. McNamara souligne le danger de reporter une attaque sur un sous-marin et passe en revue les options destinées à : « faire pression sur le sous-marin, le contraindre à sortir hors de la zone par la pression, par une pression de destruction potentielle. »,. Au cours de la même réunion, McNamara informe le Président Kennedy qu'un sous-marin soviétique se trouve à proximité de deux cargos que l'US Navy entend intercepter. Il souligne le danger mais assure à Kennedy que la Navy est prête. Le niveau d'alerte est renforcé d'un cran, il passe à DEFCON 2, niveau le plus haut jamais atteint.
L'ordre formel de ne pas attaquer les sous-marins soviétiques, est transmis par McNamara aux officiers de l'US Navy. Ils reçoivent pour instruction de contraindre les sous-marins à faire surface et à s'identifier.
Les communications entre Moscou et les quatre sous-marins soviétiques ayant été interrompues, ces derniers ne sont pas informés de ces procédures.
Suivant les ordres du Chef des opérations navales, le Commandant des forces anti-sous-marines de la Force Atlantique établit la « barrière sous-marine et aérienne Argentia » (anglais : Argentia Sub-Air Barrier) au large de Terre-Neuve pour traquer les sous-marins soviétiques le plus loin possible,. Au moins trois sous-marins ayant été aperçus dans l'Atlantique nord, les patrouilles de lutte anti-sous-marine sont intensifiées afin d'éviter que les sous-marins soviétiques ne viennent menacer le blocus.

### La mise en place du blocus et l'escalade
À 10 h, le blocus est en place. Trente cargos soviétiques font également route vers l'île. Parmi eux, quatre ont des missiles nucléaires dans leurs soutes. Deux arrivent sur la ligne de blocus : le Khemov et le Gagarine. À 10 h 25, les cargos stoppent. Khrouchtchev juge inutile de rompre le blocus et les missiles déjà en place à Cuba suffisant. Le 25 octobre, douze cargos rebroussent chemin. Les autres poursuivent leur route. La marine américaine manque l'interception du Bucarest et renonce à le poursuivre car elle avait la certitude qu'il ne transportait pas de matériel militaire.
À 11 h 40, l'amiral Anderson apprend que l'USS Cambria a vu un contact radar disparaître, indiquant la possibilité qu'un sous-marin soviétique suive le bâtiment. En apprenant la nouvelle, Anderson quitte la réunion du Joint Chiefs of Staff et retourne dans son bureau précipitamment. À 15 h, un hydravion Martin P5M Marlin détecte un schnorchel au sud des Bermudes et l'identifie plus tard comme un sous-marin de la classe Foxtrot ; il est catalogué sous l'identifiant de contact C-18 (numéro de coque 945),. À 18 h, un bâtiment de l'US Navy aperçoit un périscope à 300 miles au nord des Açores. Plus tard, un avion de reconnaissance repère un kiosque. À 21 h 19, deux membres d'une patrouille aérienne localisent le schnorchel ou périscope du contact C-18 aperçu plus tôt dans la journée à 25° 20′ N, 63° 25′ O.
Le 24 octobre toujours, l'Assistant Secretary of Defense Arthur Sylvester déclare que les forces américaines monteraient à bord des sous-marins qu'elles auront forcés à faire surface. Il affirme également que des mesures seront prises contre les sous-marins qui ne feraient pas surface après qu'il y aient été invités. Le gouvernement américain rend publique la procédure, transmise la veille à Moscou, Submarine Surfacing and Identification Procedures en la faisant publier dans une Notice to Mariners (en) (Notice aux marins).
Le 25 octobre 1962, les procédures de surfaçage américaines sont communiquées par Moscou aux sous-marins soviétiques. À 16 h 42, un R5D des garde-côtes aperçoit un schnorchel à 60 miles au sud du cap Hatteras. Le réseau SOSUS détecte un contact dans la zone dix-neuf heures plus tard. À 21 h (EDT +4), plusieurs sous-marins ont été aperçus dans la journée, le rapport d'un P5M confirme que le sous-marin qui a été vu en surface au nord-est de la ligne du blocus est un second sous-marin de classe Foxtrot. Un des sous-marins détectés, le sous-marin soviétique B-59, plus tard catalogué sous le nom de C-19, est détecté à 18 h 11 à l'est des Bermudes,. À 23 h 11, un P5M aperçoit un sous-marin de classe Foxtrot à la surface à 350 miles au sud-sud-ouest des Bermudes.
Le vendredi 26 octobre, l'US Navy identifie trois sous-marins soviétiques de classe Foxtrot ayant fait surface à l'intérieur la zone de blocus. À 8 h 25 (EDT +4), les bâtiments américains repèrent le premier des deux sous-marins ayant été localisés la veille au nord-est de la ligne de blocus. Anderson calcule alors que les sous-marins avaient dû partir d'Union soviétique la première semaine d'octobre. Le groupe de lutte anti-sous-marine du porte-avions USS Randolph ainsi que 8 destroyers se joignent aux forces chargées de maintenir la « quarantaine » et de poursuivre un contact radar sous-marin. Le groupe de l'USS Essex et P2V partis des Bermudes observe deux autres contacts sous-marins.
À 0 h 45, un APD détecte un contact sonar à 19 miles au nord des Bermudes. Des avions de reconnaissance sont envoyés pour tenter d'en savoir plus. À 2 h 25, après que la station SOSUS des îles Turques ait eu un nouveau contact sonar, un avion de reconnaissance le suit sporadiquement pendant 11 heures. Aperçu à 120 miles à l'est de l'île Grand Caïcos, le sous-marin catalogué C-20/26 est identifié comme étant un sous-marin soviétique de classe Foxtrot. À 14 h, le sous-marin catalogué C-18 (numéro de coque 945) est aperçu à la surface avec une erre tout juste suffisante pour gouverner. Il plonge peu après. À 17 h 5 (EDT +4), le CTF 135 détecte un contact sous-marin à l'ouest d'Haïti et au nord du passage de la Jamaïque. L'US Navy accroît la surveillance de la zone. À 18 h 40 (EDT +4), un P2V aperçoit un sous-marin au nord-est de la République dominicaine et l'identifie comme étant un sous-marin soviétique de classe Foxtrot, l'US Navy accentue sa surveillance dans cette zone. Les sous-marins repérés le 26 octobre sont : celui qui a été catalogué C-20/C-26 (numéro de coque 911), il est détecté à 6 h 48 à l'est des Bermudes ; le C-21, détecté à 17 h 5 à l'est de Cuba et le C-23, détecté à 15 h 8 au sud de Cuba. À 19 h 15, un Woodpecker 5 (avion civil) rapporte la présence d'un sous-marin à 26° 34′ N, 65° 47′ O et tente de maintenir le contact. Le Task Group 81.5 (Force opérationnelle anti-sous-marine des Bermudes) suspecte qu'il s'agisse du C-19. À 20 h 45, un P2V repère et photographie un sous-marin soviétique de classe Foxtrot naviguant au schnorchel à proximité de la baie de Guantanamo avant qu'il ne replonge six minutes plus tard. Il est poursuivi avec des bouées acoustiques Julie et au moyen de matériel de détection d'anomalies magnétiques. Le contact 21A est par la suite caractérisé de contact visuel « possible »,,. Dans la soirée, l'USS Cony, qui fait partie de la force opérationnelle rattachée à l'USS Randolph, étudie un contact sonar (peut-être le C-19). À 23 h 16, le CINCLANT rapporte que neuf contacts sous-marins ont été recensés depuis le 22 octobre et qu'ils continuent à être étudiés.
Le même jour, 26 octobre, Khrouchtchev fait savoir à Kennedy, par le biais d'un homme d'affaires américain de retour aux États-Unis à la suite d'un voyage à Moscou, qu'il continuera son action : « Si les États-Unis veulent la guerre, alors nous nous retrouverons en enfer. »
À l'intérieur des sous-marins, la situation se dégrade. Les bâtiments ont quitté leur base depuis 3 semaines et demi et les instructions de Moscou se font attendre. Lors d'une conférence à Cuba en 2002, le radio-opérateur Vadim Orlov décrira la situation dans laquelle se trouvent alors les hommes du B-59. En l'absence de nouvelles de Moscou, Orlov est contraint d'essayer d'écouter les nouvelles diffusées à la radio à Miami. Les émissions parlent alors de la préparation de l'invasion de Cuba par les Américains, de l'armement de la flotte de l'Atlantique et de la mobilisation générale. Certains analystes américains spéculent même ouvertement sur la présence de sous-marins soviétiques autour de Cuba.
Les sous-marins soviétiques doivent également faire face à une autre difficulté. Depuis l'accident nucléaire du K-19 le 4 juillet 1961, au cours duquel 8 marins perdent la vie, les sous-marins nucléaires soviétiques sont cloués à quai. Les quatre sous-marins de la flottille qui fait route vers Cuba sont à propulsion diesel-électrique, ce qui implique qu'ils ont besoin de recharger leurs batteries en faisant surface ou via leur schnorchel.
En outre, le séjour prolongé des sous-marins soviétiques dans les eaux chaudes de la mer des Sargasses engendre des avaries; en effet, ces bâtiments ont été conçus pour naviguer dans les eaux gelées de l'océan Arctique, et non pas pour les mers tropicales. À bord du B-59, le système de refroidissement de l'air tombe en panne. Dans son journal de bord, Anatoli Petrovich Andreïev décrit les avaries, la déshydratation permanente du personnel due à la température variant de 37 °C à 57 °C; il signale des éruptions cutanées infectées chez tout l'équipage, dues au manque d'eau sanitaire et des pertes de poids de 30 à 40%,. Les hommes d'équipage sont contraints de se mettre en sous-vêtements et se relaient dans les endroits les plus frais des sous-marins, au niveau du compartiment des torpilles. Par ailleurs, les rations diminuent, les hommes sont limités à un verre d'eau potable par jour.
Plus d'une semaine après leur arrivée en mer des Sargasses, les commandants soviétiques sont toujours sans nouvelles de Moscou.

### Le repérage des sous-marins
Dans les jours qui suivent, les groupes aéronavals de l'United States Navy dans la mer des Caraïbes identifient les sous-marins soviétiques en approche de Cuba et parviennent à suivre leur progression en ayant recours aux technologies de détection qu'ils avaient à leur disposition.
Pour repérer les sous-marins, des sonars flottants sont largués dans l'océan et la température de l'eau est analysée minutieusement. La tempête Ella s'éloignant, la surface de l'eau redevient plane et l'effet des « couches hydrothermales » (utilisé par les sous-marins soviétiques pour passer inaperçus) se dissipe. Appliquant les ordres qu'ils ont reçus, les marins américains vont alors tenter de forcer les sous-marins ennemis à faire surface.
Le 27 octobre, le Lockheed U-2 du commandant Anderson Jr. est abattu. Khrouchtchev n'avait pas donné cet ordre, ne souhaitant pas accomplir le premier geste. Le Conseil de sécurité nationale analyse cette action comme une escalade, et Kennedy donne l'ordre en cas de nouvelle agression de bombarder les sites de missiles. Khrouchtchev laisse entendre par courrier qu'il est prêt à négocier.
Un incident inquiétant survient à bord du B-130, alors que des destroyers américains lançaient des grenades anti-sous-marines dans sa direction. Dans un mouvement destiné à impressionner l'officier politique du Parti communiste, le capitaine Nikolaï Choumkov ordonne les préparations de torpilles, y compris le tube contenant la torpille nucléaire ; l'officier de sécurité chargé de l'« arme spéciale » avertit alors Choumkov que la torpille ne peut pas être armée sans permission du quartier général. Après avoir entendu que l'agent de sécurité s'était évanoui, Choumkov déclare à ses subordonnés qu'il n'a pas l'intention d'utiliser la torpille « parce que nous sauterions si nous le faisions. »
Le même jour, vers 16 h-17 h, une escadre de l'US Navy — composée du porte-avions USS Randolph et de 11 destroyers — détecte la présence du B-59. Des avions de reconnaissance sont envoyés survoler le sous-marin. Savitsky ordonne alors une immersion d'urgence, alors même que les batteries du sous-marins ne sont rechargées qu'à 20 %, ce qui lui laisse environ 6 heures d'autonomie.
Les Américains continuent à larguer des grenades d'entraînement à intervalle régulier. Par ailleurs, les destroyers de l'US Navy envoient des échos sonar quasiment sans discontinuer : l'objectif de ces échos est de garder le contact avec le sous-marin mais également d'affecter le moral de l'équipage. Le commandant Valentin Savitsky, « complètement épuisé », incapable d'établir des communications avec Moscou, « devient furieux » et ordonne que la torpille nucléaire soit insérée dans son tube. Savitsky crie alors « Nous allons les faire exploser à présent! Nous allons mourir, mais nous les coulerons tous. ». Le commandant de l'escadre, et capitaine en second du bâtiment, Vassili Arkhipov, s'oppose à lui et parvient à le faire revenir à la raison. Ils prennent la décision de faire surface. L'une des raisons expliquant ce refus de déclencher une guerre nucléaire tient au fait que Vassili Arkhipov se trouvait à bord du K-19 lors de l'accident et a été témoin des conséquences mortelles des radiations.

### La résolution de la crise
Le 28 octobre au matin, une deuxième lettre de Khrouchtchev, rédigée par le Politburo, laisse entendre qu'aucune négociation ne peut se faire. Le même jour, la CIA annonce que 24 missiles russes sont désormais opérationnels et pointés sur des points précis du sol américain.
Khrouchtchev annonce sur Radio Moscou qu'il donne l'ordre de démanteler les sites de missiles. La chasse aux sous-marins bat son plein. Deux d'entre eux font surface, batteries à plat, pour les recharger. Ils font comprendre aux navires américains de ne pas les provoquer. Le B-36, lors d'une manœuvre, se fait arracher son mât d'antenne par un de ses poursuivants. Il prend cette action comme une manœuvre délibérée. Le B-130 est toujours en plongée. Trois grenades d'exercice sont lancées par son poursuivant pour lui intimer l'ordre de faire surface. Il choisit de plonger en lançant un leurre. Le bruit de ce dernier est pris pour un lancement de torpille, puis sa manœuvre d'évasion est éventée. À bout de ses réserves d'oxygène, le B-130 fait surface au milieu de quatre contre-torpilleurs de l'US Navy. Rendant compte de la situation à Moscou, il se voit intimer l'ordre de se tenir en mesure de réagir. Une torpille nucléaire est insérée dans le tube lance-torpille numéro 1.
Le 1er novembre, trois des quatre sous-marins sont détectés. Le B-4 du commandant Ketov est toujours introuvable. Les sous-marins sont raccompagnés en haute mer.

## Conséquences et développements ultérieurs
D'un point de vue opérationnel, l'opération Kama est un échec à plusieurs titres puisque, d'une part, aucun des sous-marins n'atteint Cuba et, d'autre part, parce que les sous-marins sont repérés par la marine américaine et que trois d'entre eux sont forcés à faire surface : 
- le B-130 est forcé de faire surface pour des réparations aux moteurs diesel[39].
- le debriefing de l'opération, rédigé par le quartier-général soviétique de la flotte du Nord révèle que :  
  - la détection et la poursuite du B-36 est attribuée au destroyer USS Charles P. Cecil ;
  - la détection et la poursuite du B-59 est attribuée à plusieurs navires de surface et avions : l'USS Fred T. Berry, l'USS Lowry, l'USS Beale, l'USS Beichl, l'USS Bill, l'USS Eaton, l'USS Cony, l'USS Conway, l'USS Murray, et le porte-avions USS Randolph ;
  - la détection du B-4 est attribuée à l'aviation anti-sous-marine (en). Mais c'est le seul sous-marin à avoir récemment rechargé ses batteries, grâce à quoi il resta immergé jusqu'à l'éloignement des destroyers.

Lors d'une conférence commémorant le 40e anniversaire de la crise des missiles de Cuba tenue à La Havane le 13 octobre 2002, Robert McNamara reconnaît que la guerre nucléaire avait été, à ce moment-là, bien plus proche que les opinions publiques ne pouvaient se douter. Thomas Blanton, directeur de la National Security Archive, déclarera « un gars nommé Vassili Arkhipov a sauvé le monde » (« a guy called Vasili Arkhipov saved the world. »).